# Spicks and Specks
Spicks and Specks (рус. С иголочки) — второй студийный альбом британской группы Bee Gees, записанный и выпущенный в Австралии в 1966 году на лейбле Spin Records.

## Об альбоме
Изначально пластинка называлась Monday’s Rain по аналогии с заглавной композицией, однако после успеха песни «Spicks and Specks», изданной отдельным синглом, его решили переименовать. В Австралии альбом оказался весьма популярным, попав в пятёрку хит-парадов почти всех штатов страны, что позволило группе переехать в Англию в 1967 году и продолжить свою музыкальную карьеру именно там.
Выход пластинки сопровождался масштабным концертным туром, в котором также принимали участие Билли Торп и The Easybeats.
Впоследствии в честь альбома была названа популярная австралийская телевизионная шоу викторина Spicks and Specks, где в качестве заглавной темы звучала одноимённая композиция.

## Список композиций
Слова и музыка всех песен — Барри Гибб, если не указано иное.
| №  | Название                                | Автор(ы)   | Основной вокал            | Длительность |
| -- | --------------------------------------- | ---------- | ------------------------- | ------------ |
| 1. | «Monday’s Rain»                         |            | Робин и Барри Гибб        | 2:58         |
| 2. | «How Many Birds»                        |            | Барри                     | 1:58         |
| 3. | «Playdown»                              |            | Барри, Робин и Морис Гибб | 1:47         |
| 4. | «Second Hand People»                    |            | Барри, Робин и Морис Гибб | 2:10         |
| 5. | «I Don’t Know Why I Bother with Myself» | Робин Гибб | Робин                     | 2:43         |
| 6. | «Big Chance»                            |            | Робин и Барри Гибб        | 1:40         |

| №  | Название            | Автор(ы)           | Основной вокал | Длительность |
| -- | ------------------- | ------------------ | -------------- | ------------ |
| 1. | «Spicks and Specks» |                    | Барри Гибб     | 2:50         |
| 2. | «Jingle Jangle»     |                    | Робин Гибб     | 2:11         |
| 3. | «Tint of Blue»      | Барри и Робин Гибб | Барри Гибб     | 2:05         |
| 4. | «Where are You?»    | Морис Гибб         | Морис Гибб     | 2:12         |
| 5. | «Born a Man»        |                    | Барри Гибб     | 3:12         |
| 6. | «Glass House»       | Барри и Робин Гибб | Робин Гибб     | 2:25         |

## Участники записи
Bee Gees:
- Барри Гибб — ведущий и бэк-вокал, ритм-гитара
- Робин Гибб — ведущий и бэк-вокал, ритм-гитара
- Морис Гибб — бэк-вокал, соло-гитара, ритм-гитара, бас-гитара, фортепиано, ведущий вокал (песня Б4)

Приглашённые музыканты:
- Джон Робинсон — бас-гитара
- Стив Кипнер[англ.] — бэк-вокал
- Колин Питерсен — ударные
- Рассел Барнсли — ударные
- Джефф Грант — труба
- неуказанные музыканты — гитара, ударные

Технический персонал:
- Осси Бирн[англ.] — звукорежиссёр
- Нат Кипнер[англ.] — продюсер